# برونو براکوئه
آگوست برونو براکوئه (انگلیسی: Bruno Braquehais; ۲۸ ژانویهٔ ۱۸۲۳ – ۱۳ فوریهٔ ۱۸۷۵) عکاس فرانسوی بود که عمدتاً در میانه‌های سده ۱۹ در پاریس فعال بود.
کارهای عکاسی او که مستندسازی کمون پاریس در سال ۱۸۷۱ بود نمونه اولیه مهمی از عکاسی خبری به‌شمار می‌آید. در حالی که او عمدتاً پس از مرگ فراموش شده بود، آثار وی در جریان آماده‌سازی برای صدمین سالگرد کمون در سال ۱۹۷۱ دوباره کشف شد، و از آن زمان عکس‌های او در موزه‌های پرشماری از جمله موزه اورسی و موزه کارناوالت به نمایش درآمده است.

## نگارخانه

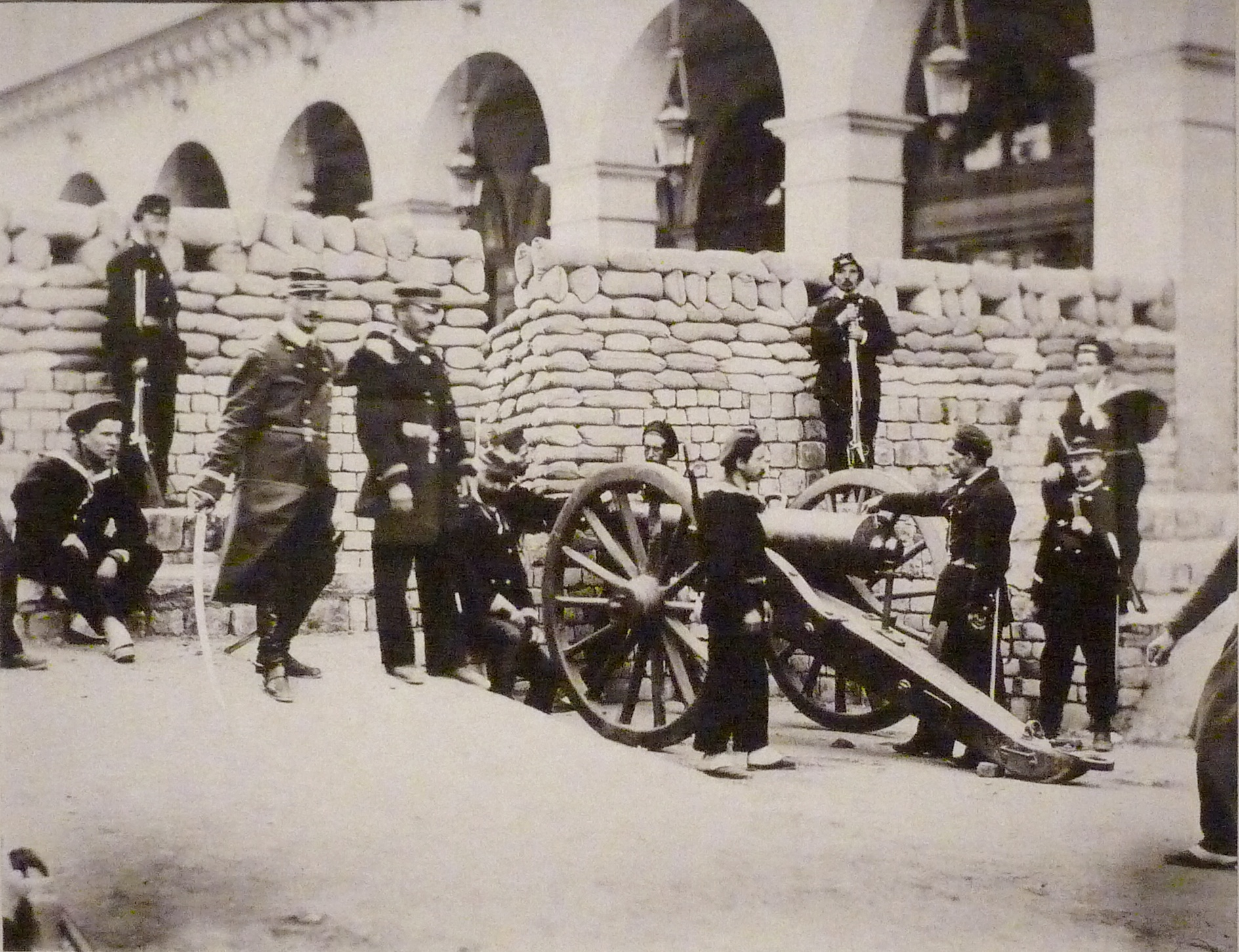
سنگر کمون پاریس
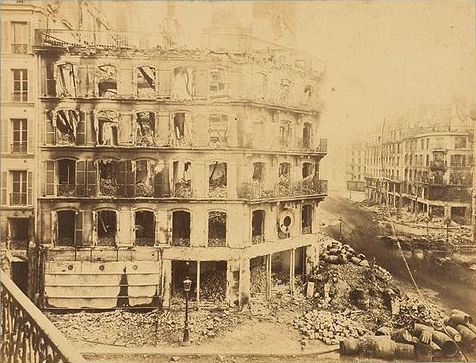
خرابه‌هایی در گوشه سنت مارتین و ریوولی
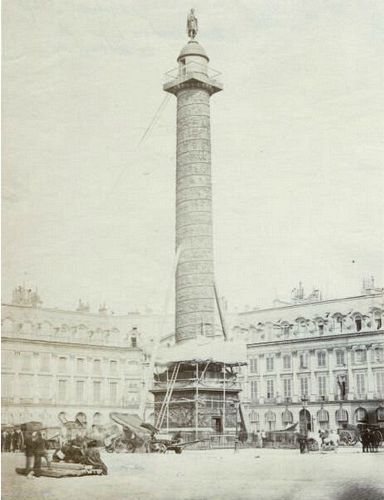
ستون وندوم قبل از پاییز
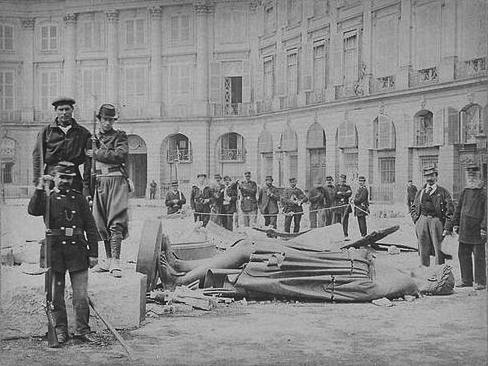
کمونارها با مجسمه سرنگون شده ناپلئون پس از تخریب ستون واندوم در ۸ مه ۱۸۷۱ عکس می‌گیرند.